# 고륜단민공주
고륜단민공주(固倫端敏公主, 본명(本名)은 애신각라 단민(愛新覺羅 端敏), 1653년 6월 13일 ~ 1729년 5월 18일)는 중국 청나라의 여자 황족이다.

## 친척 관계
청나라 제3대 황제 순치제(順治帝)의 7촌 조카딸이며, 황족 출신의 군인 겸 정치인이었던 정헌친왕(鄭獻親王)의 손녀이다.

## 생애
생전 그녀는 순치제와 강희제의 총애를 받았고, 옹정제의 공경을 받았다.
그녀는 1671년에 자신보다 11년 연하였던 몽골족 출신 귀족 체이한친왕 보르지기트 반디(逮爾漢親王 博爾濟吉特 班第)와 결혼하여 그와의 사이에서 슬하 2남을 두었다.

## 같이 보기
- 고륜순희공주(固伦純禧公主)
- 수장고륜공주(壽莊固倫公主)
- 화석화순공주(和碩和順公主)
- 화석유가공주(和碩柔嘉公主)